# Курабаяси, Такуто
Такуто Курабаяси (яп. 倉林 巧和; род. 1 февраля 1992 в Японии) — японский профессиональный трековый и шоссейный велогонщик. Трёхкратный чемпион Азии на треке.

## Достижения

### Трек
2015
Чемпионат Азии
1-й  Гонка по очкам
2-й  Командное преследование
2016
1-й  Скрэтч, Чемпионат Азии
2017
Чемпионат Азии
1-й  Гонка по очкам
3-й  Командное преследование

### Шоссе
2013
Чемпионат Японии U23
3-й  Индивидуальная гонка
2014
Чемпионат Японии U23
2-й  Индивидуальная гонка